# Abdoul Moustapha Ouédraogo
Abdoul Moustapha Ouédraogo (født 9. juni 1988 i Abidjan) er en professionel fodboldspiller fra Elfenbenskysten, der spiller i den polske klub Pogoń Szczecin. Fra 2009 til udgangen af 2011 har han spillet for C.D. Trofense, der senest spillede i den næstbedste række i Portugal, Liga de Honra.

## Karriere
Efter at have spillet for klubberne ASEC Mimosas og Stella Club d'Adjamé i hjemlandet, underskrev han i januar 2009 en kontrakt med den portugisiske klub C.D. Trofense. Her fik han debut 8. marts samme år i udekampen mod Académica Coimbra i Primeira Liga. Moustapha spillede de første 74. minutter af kampen, inden han blev erstattet af Reguila.
Den danske klub Viborg FF meddelte 11. januar 2012 at Moustapha ville deltage i 3-4 træninger med 1. divisionstruppen.